# The Miracle (canção)
"The Miracle" é uma canção da banda britânica de rock Queen, e é o quinto e último single do álbum The Miracle, lançado em 1989. É uma composição de John Deacon e Freddie Mercury, mas foi creditada a todos os integrantes da banda. O lado B do single é uma versão ao vivo da música "Stone Cold Crazy ", original do álbum Live at the Rainbow '74, lançado somente em 2014, além de "My Melancholy Blues", do álbum News Of The World.
Mercury começou a escrever a música depois que ele e John Deacon fizeram juntos alguns acordes e decidiram qual seria o tema. Os demais também contribuíram secundariamente. A canção descreve várias das "criações de Deus, grandes e pequenos", como grandes edifícios como o Taj Mahal e a Torre de Babel , todos descritos como "milagres" na canção. A canção também faz referência a tais figuras bastante conhecidas, como Captain Cook, Caim e Abel, e Jimi Hendrix.
O vídeo-clipe, em vez de ser protagonizado pelos membros da banda, foi protagonizado por crianças imitando-os, e só no final do vídeo é que a banda original entra no clipe. A atuação das crianças foi tão boa que Freddie Mercury disse que eles podiam fazer a turnê em vez deles.

## Ficha técnica
- Freddie Mercury: vocais, piano e composição
- Brian May: guitarras, vocais
- Roger Taylor: bateria, vocais
- John Deacon: baixo e composição

Músicos convidados e outros
- David Richards - produção musical e engenharia de áudio

## Desempenho nas paradas musicais
| Parada musical (1989)               | Posições nas paradas | Total semanas |
| ----------------------------------- | -------------------- | ------------- |
| Países Baixos - Dutch Singles Chart | 16                   | 9             |
| Alemanha - German Singles Chart     | 78                   | 4             |
| Irlanda - Irish Singles Chart       | 23                   | 1             |
| Reino Unido - UK Singles Chart      | 21                   | 5             |